# Thomas Girtin

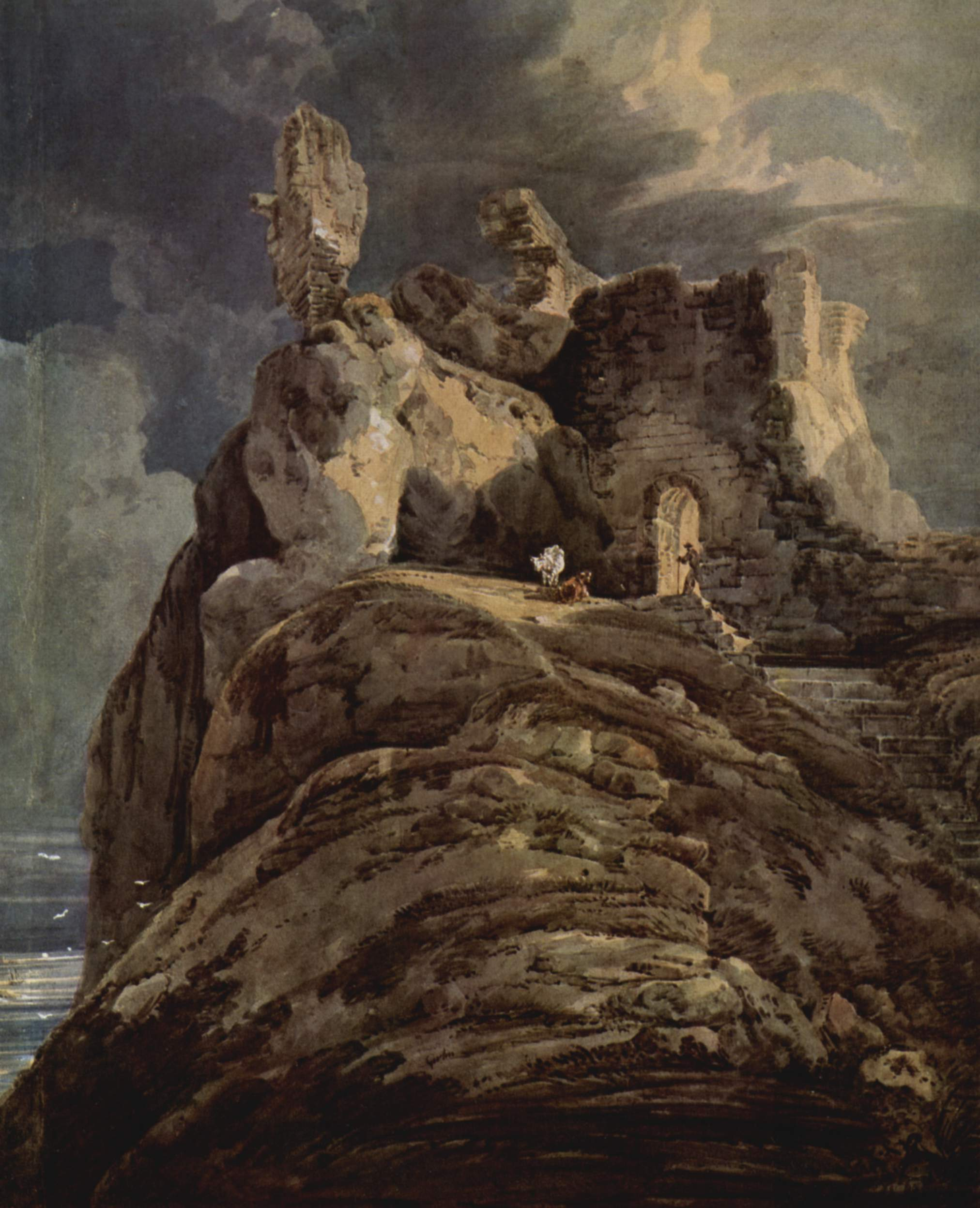
Slot Bamburgh, 1797-1799

Thomas Girtin (Southwark (Londen), 18 februari 1775 - Londen, 9 november 1802) was een Brits kunstschilder. 
Reeds op 14-jarige leeftijd raakte hij bevriend met William Turner. De twee jongens trokken schetsend en tekenend door Engeland. Samen met Turner kan hij worden beschouwd als een wegbereider voor de romantische schilderstijl in Engeland. Girtin produceerde dromerige landschapstekeningen in aquarel. Zijn werk is, door de roem van Turner, lange tijd ten onrechte in de vergetelheid gebleven. Turner zelf zou, toen Thomas Girtin die te veel van zijn zwakke gezondheid vergde door veelvuldig ook bij slecht weer buiten te werken in 1802 aan astma was gestorven, gezegd hebben: "Als Girtin was blijven leven, zou ik van honger zijn omgekomen". Daarmee gaf Turner aan, zijn jeugdvriend als een even groot meester (en concurrent) te beschouwen als hij zelf was. Samen zorgden ze voor een opwaardering van het schilderen met waterverf.

## Afbeeldingen

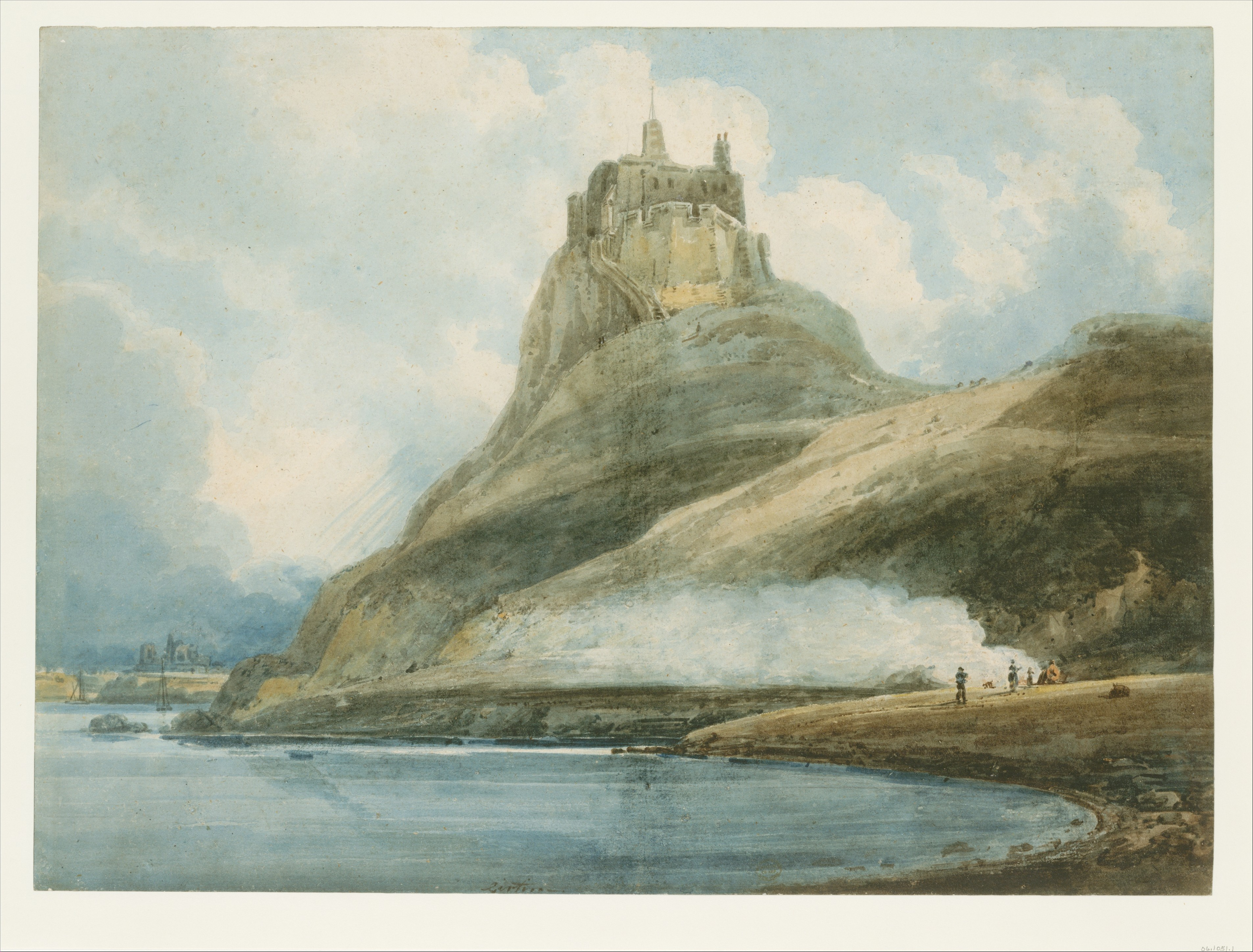
Lindisfarne Castle
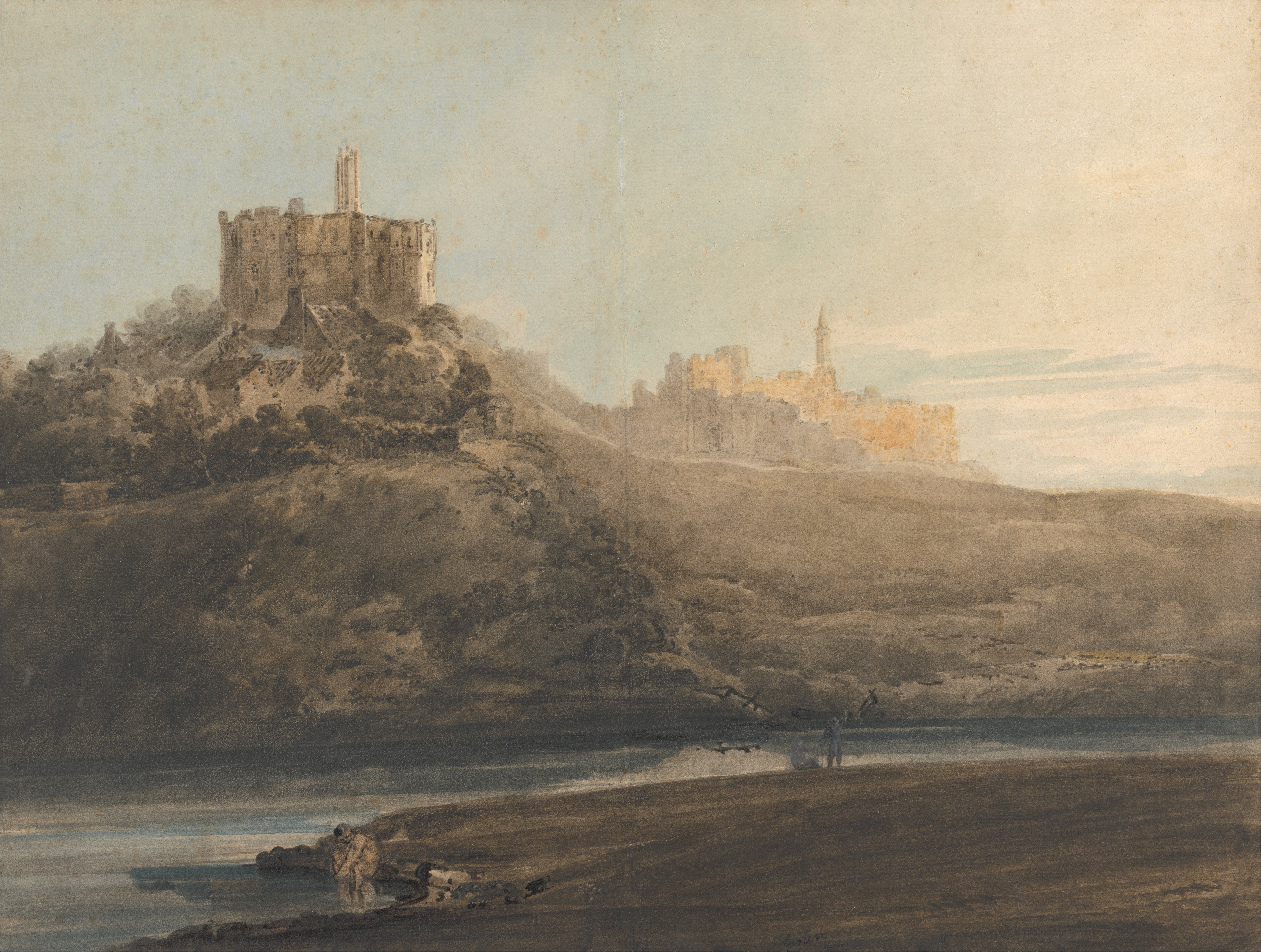
Warkworth Castle

- Auckland Art Gallery Toi o Tāmaki: 2290
- Biblioteca Nacional de España: XX5529068
- Bibliothèque nationale de France: cb14974802k (data)
- CiNii: DA10661519
- Gemeinsame Normdatei: 102481997
- International Standard Name Identifier: 0000 0000 8343 0751
- Library of Congress Control Number: n85306897
- MusicBrainz: eb2e042f-37a2-4b45-8315-9251157865af
- National Gallery of Victoria: 4231
- Nationale Bibliotheek van Tsjechië: ola2003192313
- Nationale Bibliotheek van Israël: 987007277589805171
- Nederlandse Thesaurus van Auteursnamen: 268434905
- Réseau des bibliothèques de Suisse occidentale: 02-A005895048
- RKD-Nederlands Instituut voor Kunstgeschiedenis: 31987
- Istituto Centrale per il Catalogo Unico: SBLV304093
- SNAC: w6kw8bww
- Système universitaire de documentation: 058660267
- Museum of New Zealand Te Papa Tongarewa: 876
- Union List of Artist Names: 500009169
- Virtual International Authority File: 39651268
- WorldCat: E39PBJhXcftyCcPkrmkJpMmDbd